# Stenophylax caesareicus
Stenophylax caesareicus är en nattsländeart som först beskrevs av Schmid 1959.  Stenophylax caesareicus ingår i släktet Stenophylax och familjen husmasknattsländor. Inga underarter finns listade i Catalogue of Life.